# Karolína Amálie Hesensko-Kasselská
Karolína Amálie Hesensko-Kasselská (11. července 1771, Hanau – 22. února 1848, Gotha) byla německou princeznou a členkou rodu Hesenských a sňatkem sasko-gothajsko-altenburskou vévodkyní.

## Život
Karolína se narodila jako druhorozená dcera lankraběte (později kurfiřta) Viléma I. Hesenského a jeho manželky, dánské princezny Karoliny Vilemíny, dcery krále Frederika V.
Od raného dětství byla Karolína zasnoubena se svým dvojnásobným bratrancem, stejně starým princem Fridrichm Hesenským; ze zásnub však sešlo v roce 1799, když vyšel najevo Karolínin poměr s komorníkem, knížetem Ludwigem von Taube, kterého lankrabě Vilém po zjištění propustil ze služby a vykázal ode dvora. V létě 1801 se Karolína při návštěvě kasselského dvora setkala s dědičným princem Augustem Sasko-Gothajsko-Altenburským, o rok mladším vdovcem a otcem dcery. V lednu 1802 požádal vévoda Arnošt II. Sasko-Gothajsko-Altenburský jménem svého syna o princezninu ruku. Svatební obřad se uskutečnil v Kasselu 24. dubna 1802.
Manželství zůstalo bezdětné, Karolína však byla oddanou matkou manželovy dcery z prvního manželství, princezny Luisy. Dva roky po svatbě se Karolína po tchánově smrti stala po manželově boku sasko-gothajsko-altenburskou vévodkyní.
Německá malířka Louise Seidlerová, která byla v zimě 1811 u gothského dvora, aby namalovala vévodskou rodinu, popsala Karolínu poněkud nelichotivě jako „dobrou, benevolentní, ale ne nijak skvělou dámu“. O vztahu vévodkyně s manželem řekla: „Nadšeně ho miluje, jeho duše ji ohromila“.
„Vzhledem jejich zcela odlišným názorům na život“ se vévodský pár po několika letech manželství odcizil a Karolína se od roku 1810 stále více stahovala z veřejného života a ode dvora. Jedním z hlavních důvodů bylo manželovo nadšení pro Napoleona, které s ním vévodkyně nesdílela – její rodiče byli po obsazení Hesensko-Kasselska francouzskou armádou v roce 1806 nuceni uprchnout do exilu.
Po manželově smrti v roce 1822 odešla Karolína Amálie na své vdovské sídlo do gothajského Zimního paláce (Winterpalais), které poté obyvatelstvo přejmenovalo na Vdovský palác (Witwenpalais).

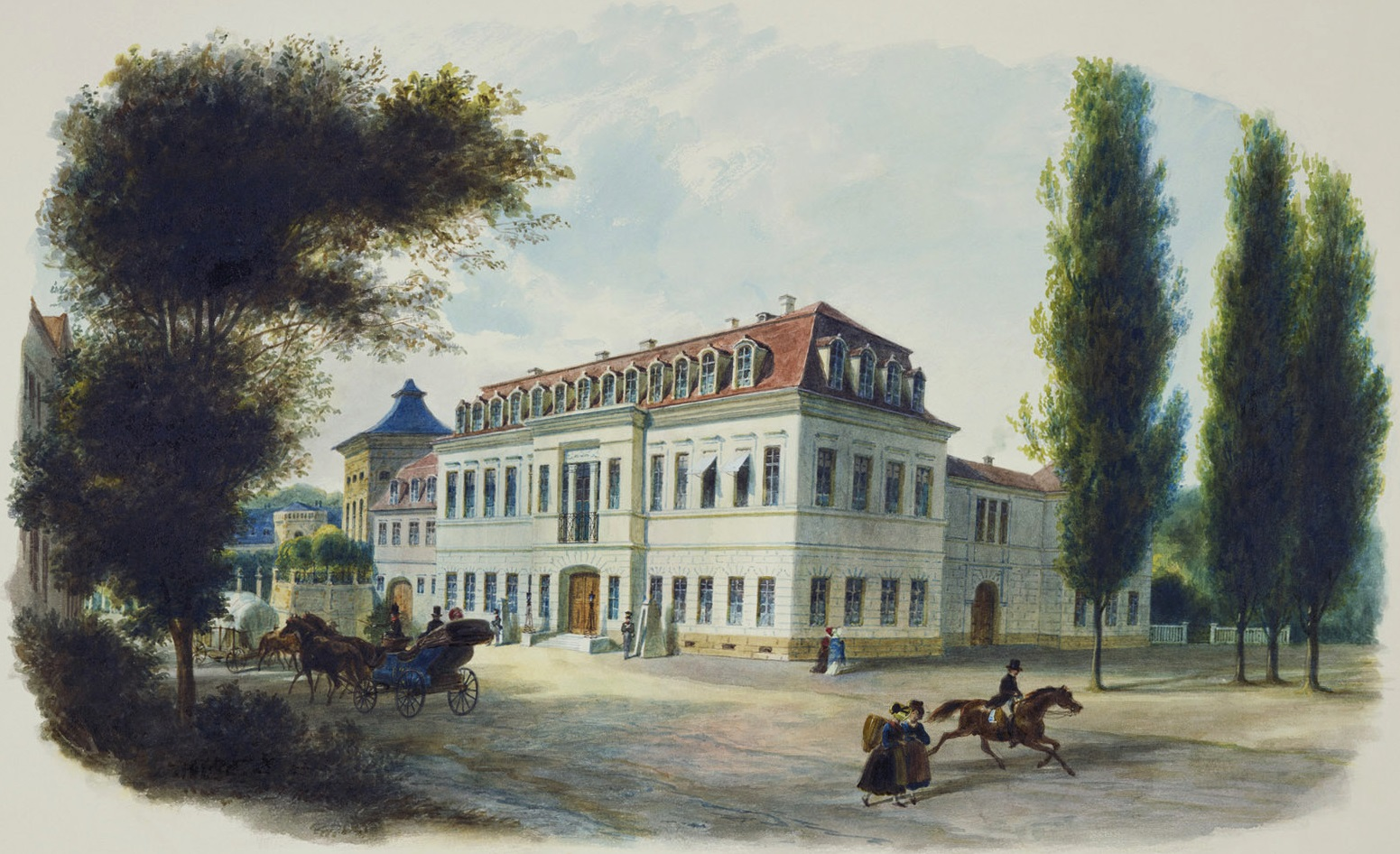
Gothský Zimní palác, Heinrich Justus Schneider, 1840

V srpnu 1845 přijala vévodkyně na svém letním sídle Friedrichsthal britský královský pár (královnu Viktorii a jejího manžela, svého nevlastního vnuka, prince Alberta) při jejich návštěvě Německa. Místní noviny Privilegirte Gothaische při příležitosti jejich návštěvy napsaly: „… každý v Gotě se radoval, když ctěná vznešená princezna, ovdovělá vévodkyně Karolína Amálie přijala urozenou manželku svého milovaného vnuka, prince Alberta, ve sv mateřské náruči“.
Princ Albert, nejmladší syn Karolíniny nevlastní dcery Luisy, byl jejím oblíbeným vnukem. V letech 1822 až 1825 trávil se starším bratrem Arnoštem každý rok několik týdnů v babiččině péči v Zimním paláci. Až do její smrti s ní Albert udržoval čilou korespondenci, v níž ji vždy oslovoval „milovaná babičko“ a podepisoval se „tvůj věrný vnuk Albert“.
Albertův bratr, vévoda Arnošt II. Sasko-Kobursko-Gothajský, také vzpomínal na svou nevlastní babičku něžně: „Za svůj dlouhý život měla stěží nepřítele a až do své smrti si užívala opravdu vzácného uctívání“.
Karolína Amálie zemřela 22. února 1848 ve věku 76 let v Zimním paláci na onemocnění hrudníku, jak ještě týž den uvedly noviny Privilegirte Gothaische.
O pět dní později, 27. února, byla poslední členka sasko-gothajsko-altenburského rodu pohřbena v Parkinsel v Gotě vedle svého manžela. Na její žádost se pohřeb odehrál „bez pompy“.

## Vývod z předků
|                                    |                                 |  |                     |                                         |  |  |  |  |  |  |  | Karel I. Hesensko-Kasselský |
|                                    |                                 |  |                     |                                         |  |  |  |  |  |  |  |                             |
|                                    | Vilém VIII. Hesensko-Kasselský  |  |                     |                                         |  |  |  |  |  |  |  |                             |
|                                    |                                 |  |                     |                                         |  |  |  |  |  |  |  |                             |
|                                    |                                 |  |                     | Marie Amálie Kuronská                   |  |  |  |  |  |  |  |                             |
|                                    |                                 |  |                     |                                         |  |  |  |  |  |  |  |                             |
|                                    | Fridrich II. Hesensko-Kasselský |  |                     |                                         |  |  |  |  |  |  |  |                             |
|                                    |                                 |  |                     |                                         |  |  |  |  |  |  |  |                             |
|                                    |                                 |  |                     | Moři Vilém Sasko-Zeitzský               |  |  |  |  |  |  |  |                             |
|                                    |                                 |  |                     |                                         |  |  |  |  |  |  |  |                             |
|                                    | Dorotea Vilemína Sasko-Zeitzská |  |                     |                                         |  |  |  |  |  |  |  |                             |
|                                    |                                 |  |                     |                                         |  |  |  |  |  |  |  |                             |
|                                    |                                 |  |                     | Marie Amálie Braniborská                |  |  |  |  |  |  |  |                             |
|                                    |                                 |  |                     |                                         |  |  |  |  |  |  |  |                             |
|                                    | Vilém I. Hesenský               |  |                     |                                         |  |  |  |  |  |  |  |                             |
|                                    |                                 |  |                     |                                         |  |  |  |  |  |  |  |                             |
|                                    |                                 |  |                     | Jiří I.                                 |  |  |  |  |  |  |  |                             |
|                                    |                                 |  |                     |                                         |  |  |  |  |  |  |  |                             |
|                                    | Jiří II.                        |  |                     |                                         |  |  |  |  |  |  |  |                             |
|                                    |                                 |  |                     |                                         |  |  |  |  |  |  |  |                             |
|                                    |                                 |  |                     | Žofie Dorotea z Celle                   |  |  |  |  |  |  |  |                             |
|                                    |                                 |  |                     |                                         |  |  |  |  |  |  |  |                             |
|                                    | Marie Hannoverská               |  |                     |                                         |  |  |  |  |  |  |  |                             |
|                                    |                                 |  |                     |                                         |  |  |  |  |  |  |  |                             |
|                                    |                                 |  |                     | Jan Fridrich Braniborsko-Ansbašský      |  |  |  |  |  |  |  |                             |
|                                    |                                 |  |                     |                                         |  |  |  |  |  |  |  |                             |
|                                    | Karolina z Ansbachu             |  |                     |                                         |  |  |  |  |  |  |  |                             |
|                                    |                                 |  |                     |                                         |  |  |  |  |  |  |  |                             |
|                                    |                                 |  |                     | Eleonora Sasko-Eisenašská               |  |  |  |  |  |  |  |                             |
|                                    |                                 |  |                     |                                         |  |  |  |  |  |  |  |                             |
| Karolína Amálie Hesensko-Kasselská |                                 |  |                     |                                         |  |  |  |  |  |  |  |                             |
|                                    |                                 |  |                     |                                         |  |  |  |  |  |  |  |                             |
|                                    |                                 |  | Frederik IV. Dánský |                                         |  |  |  |  |  |  |  |                             |
|                                    |                                 |  |                     |                                         |  |  |  |  |  |  |  |                             |
|                                    | Kristián VI.                    |  |                     |                                         |  |  |  |  |  |  |  |                             |
|                                    |                                 |  |                     |                                         |  |  |  |  |  |  |  |                             |
|                                    |                                 |  |                     | Luisa Meklenburská                      |  |  |  |  |  |  |  |                             |
|                                    |                                 |  |                     |                                         |  |  |  |  |  |  |  |                             |
|                                    | Frederik V.                     |  |                     |                                         |  |  |  |  |  |  |  |                             |
|                                    |                                 |  |                     |                                         |  |  |  |  |  |  |  |                             |
|                                    |                                 |  |                     | Kristián Jindřich Branibosko-Kulmbašský |  |  |  |  |  |  |  |                             |
|                                    |                                 |  |                     |                                         |  |  |  |  |  |  |  |                             |
|                                    | Žofie Magdalena Braniborská     |  |                     |                                         |  |  |  |  |  |  |  |                             |
|                                    |                                 |  |                     |                                         |  |  |  |  |  |  |  |                             |
|                                    |                                 |  |                     | Žofie Kristýna Wolfsteinská             |  |  |  |  |  |  |  |                             |
|                                    |                                 |  |                     |                                         |  |  |  |  |  |  |  |                             |
|                                    | Karolina Vilemína Dánská        |  |                     |                                         |  |  |  |  |  |  |  |                             |
|                                    |                                 |  |                     |                                         |  |  |  |  |  |  |  |                             |
|                                    |                                 |  |                     | Jiří I.                                 |  |  |  |  |  |  |  |                             |
|                                    |                                 |  |                     |                                         |  |  |  |  |  |  |  |                             |
|                                    | Jiří II.                        |  |                     |                                         |  |  |  |  |  |  |  |                             |
|                                    |                                 |  |                     |                                         |  |  |  |  |  |  |  |                             |
|                                    |                                 |  |                     | Žofie Dorotea z Celle                   |  |  |  |  |  |  |  |                             |
|                                    |                                 |  |                     |                                         |  |  |  |  |  |  |  |                             |
|                                    | Luisa Hannoverská               |  |                     |                                         |  |  |  |  |  |  |  |                             |
|                                    |                                 |  |                     |                                         |  |  |  |  |  |  |  |                             |
|                                    |                                 |  |                     | Jan Fridrich Braniborsko-Ansbašský      |  |  |  |  |  |  |  |                             |
|                                    |                                 |  |                     |                                         |  |  |  |  |  |  |  |                             |
|                                    | Karolina z Ansbachu             |  |                     |                                         |  |  |  |  |  |  |  |                             |
|                                    |                                 |  |                     |                                         |  |  |  |  |  |  |  |                             |
|                                    |                                 |  |                     | Eleonora Sasko-Eisenašská               |  |  |  |  |  |  |  |                             |
|                                    |                                 |  |                     |                                         |  |  |  |  |  |  |  |                             |